# Mężykowa
Mężykowa (niem. Kittner Berg, 543 m n.p.m.) – wzniesienie w południowo-zachodniej Polsce, w Sudetach Zachodnich, w Rudawach Janowickich, w obrębie Wzgórz Karpnickich.

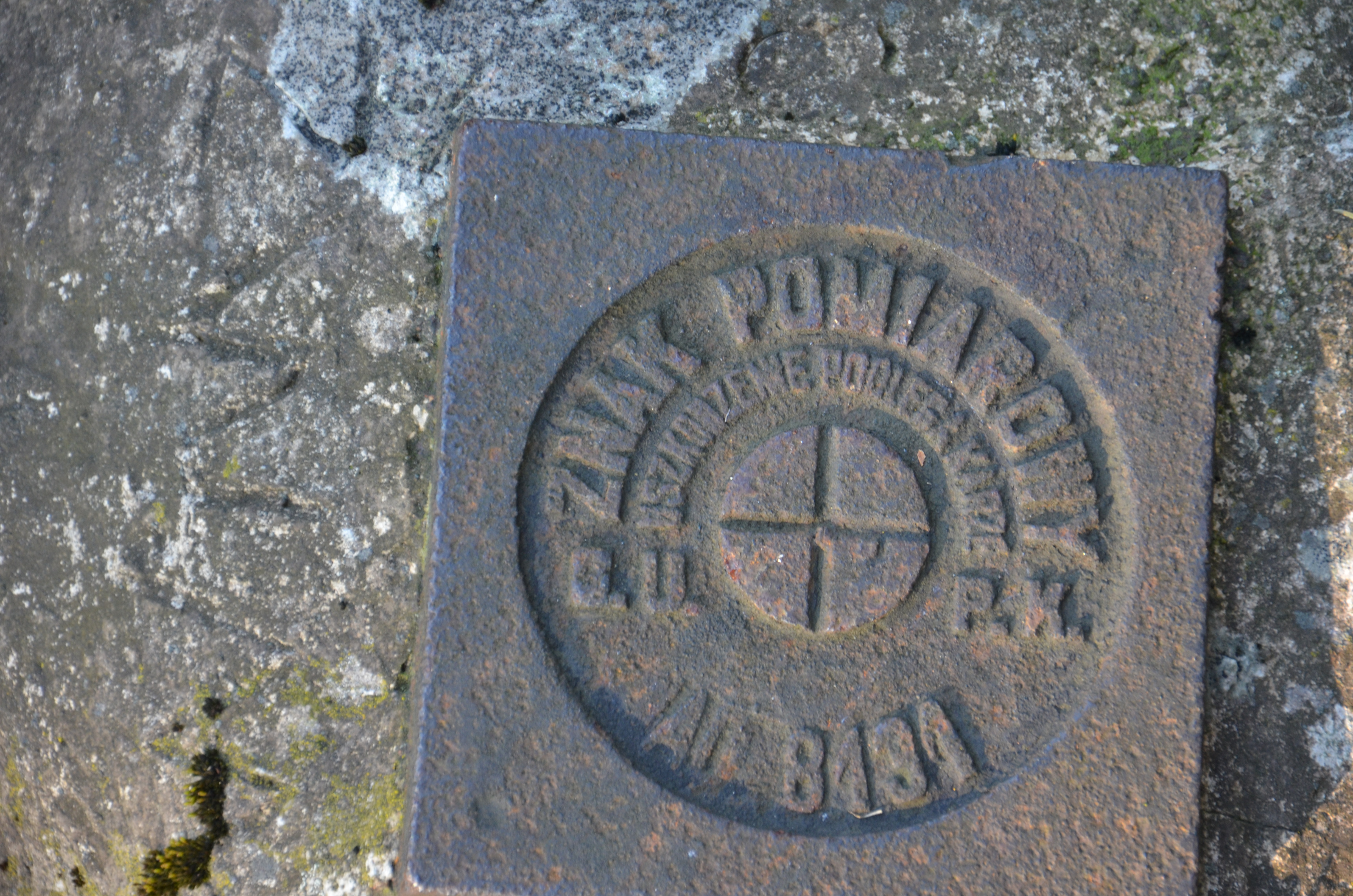
Tablica pomiarowa wkuta w skale.

## Położenie
Wzniesienie położone jest w Sudetach Zachodnich, w zachodniej części Rudaw Janowickch, we wschodniej części Wzgórz Karpnickich. Na południu, poprzez niezbyt wyraźny grzbiet łączy się z Wilczyskiem w masywie Skalnika.

## Charakterystyka
Wzniesienie stanowi wyraźny masyw we wschodnim grzbiecie Wzgórz Karpnickich, posiadający kształt zbliżony do stożka, dominujący nad Strużnicą i Karpnikami. Na szczycie znajduje się punkt pomiaru wysokości(metalowa tabliczka pomiarowa wkuta w skale.
Wzniesienie zostało odsłonięte poprzez wycinkę drzew. Na południowo-zachodnim zboczu znajduje się nieczynny kamieniołom, po wyrobisku pozostały kamienie oraz bloki skalne. Poniżej wyrobiska znajdują się  ładnie ułożone hałdy kamienia a w lesie znajdują się liczne mury o łącznej długości około 200m. wys. 1 metra.

## Budowa geologiczna
Wzniesienie zbudowane z waryscyjskich granitów karkonoskich. Na zachodnim zboczu przecinają je żył lamprofirów. Pod szczytem, od południowej strony, znajdują się niewielkie skałki Mężykowe Skałki.

## Roślinność
Cały szczyt i zbocza porasta las świerkowy.

## Ochrona przyrody
Wzniesienie położone jest na terenie Rudawskiego Parku Krajobrazowego.

## Turystyka
Na zachód od Mężykowej prowadzi szlak turystyczny:
- żółty – fragment szlaku, prowadzący z Karpnik na szczyt Skalnika i dalej